# Frimangronplein
Het Frimangronplein, ook wel Mr. J.C. Bronsplein zoals het tot 2000 heette, is een groot sportcomplex gelegen aan de Gemenelandsweg, in Paramaribo, Suriname.

## Geschiedenis
Voor de Tweede Wereldoorlog werd het veld al gebruikt voor verenigingsvoetbalwedstrijden en stond het in het Sranan bekend als Lanti Djari (lanti is overheid; djari is erf). In 1946 namen Frits Juda J. Steur en Walther Braithwaite het initiatief om wedstrijden en competities op het veld te organiseren. Tussen 1946 en 1952 werden wedstrijden georganiseerd door een comité, totdat in 1952 de Bronsplein Sport Bond werd opgericht.
Bij de officiële opening op 23 februari 1948 kreeg het sportterrein officieel de naam Mr. Bronsplein, vernoemd naar de gouverneur Johannes Cornelis Brons die van 20 september 1945 tot 5 juli 1948 gouverneur van Suriname was.
Sinds 1 juli 2004 is de naam officieel Frimangronplein. De naam Bronsplein is daarna echter zowel formeel als informeel in gebruik gebleven.

## Voetballers
Voetballers in de Nederlandse Eredivisie die hun carrière op het plein begonnen
- Ronald Breinburg (FC Groningen 1963-70)
- Iwan Fränkel (Blauw-Wit Amsterdam 1962-64)
- Leo Kogeldans (VVV-Venlo 1957-59)
- Michel Kruin (USV Elinkwijk 1957-61, DOS 1961-64)
- Jules Lagadeau (PSV 1964-65)
- Charley Marbach (USV Elinkwijk 1956-61)
- Frank Mijnals (USV Elinkwijk 1957-60)
- Humphrey Mijnals (USV Elinkwijk 1962-64, DOS 1964-66)
- Herman Rijkaard (Blauw-Wit Amsterdam 1957-61)
- Armand Sahadewsing (DWS 1967-68)
- Erwin Sparendam (USV Elinkwijk 1957; 1959-61, Blauw-Wit Amsterdam 1957-58; 1961-64)

Overige bekende voetballers die hier hun carrière begonnen
- Frans Berggraaf
- Humbert Boerleider
- Paul Degenaar
- Stanley Duyzer
- August Fo-A-Man
- Jacques Alex Hasselbaink
- Ronald Kolf
- Stanley Krenten
- Ludwig Mans
- Leo Marcet
- Ewald Oniel
- Frits Purperhart
- Frank Rigters
- Edwin Schal
- Leo Schipper
- Wilfred Slengard
- Eugene Testing
- Roy Vanenburg
- Bill Waterval